# 무라카미 쇼키
무라카미 쇼키(일본어: 村上 頌樹, 1998년 6월 25일~)는 일본의 프로 야구 선수이며, 현재 센트럴 리그인 한신 타이거스의 소속 선수(투수)이다. 효고현 미하라군 난단정(현: 미나미아와지시) 출신이다.
센트럴 리그에서의 개막부터 연속 이닝 무실점 기록 보유자(2023년, 31이닝, 나카이 에쓰오와 어깨를 나란히 하는 타이 기록)이며 시즌 WHIP 역대 최고 기록 보유자(2023년, 0.741)이다. 또 센트럴 리그 역사상 유일하게 신인왕과 MVP 동시 수상자이다.

## 인물

### 프로 입단 전
미나미아와지 시립 가슈 초등학교 1학년 때 ‘가슈 소년 야구 클럽’에 입단하여 야구를 시작했고, 3학년 때부터 투수를 맡았다. 미나미아와지 시립 난단 중학교 시절에는 소년 야구팀 ‘아일랜드 호크스’에 소속됐는데 1년 선배인 무라니시 료타가 있다.
지벤가쿠엔 고등학교에서는 1학년 여름부터 벤치에 들어가 1학년 하계와 3학년 춘계·하계 고시엔 대회에 출전했다. 3학년 때인 춘계 고시엔(제88회 선발 고등학교 야구 대회)에서는 에이스로서 전체 5경기를 혼자서 던져 47이닝에 평균 자책점 0.38을 기록했다. 다카마쓰 상업고등학교(가가와현)와 맞붙은 결승전에서는 연장 11회까지를 1실점으로 막은 후 그 뒤에 공격에서는 중견수 쪽을 가르는 끝내기 2루타를 쳐서 지벤가쿠엔 고등학교 최초의 고시엔 대회 우승을 이끌었다. 3학년 때 하계 고시엔에서는 2차전에서 가와노 류세이가 소속된 나루토 고등학교(도쿠시마현)에게 패했다. 2년 선배로는 오카모토 가즈마, 1년 선배인 히로오카 다이시, 1년 후배로는 후쿠모토 유마·마쓰모토 류야 등이 있다.
고교 졸업 후 도요 대학 종합정보학부 종합정보학과에 진학했는데 1학년 봄부터 리그전에 등판하여 센슈 대학을 상대로 리그전 첫 완봉 및 첫 승리를 거두었다. 2학년 때는 등판 기회를 얻지 못했지만 에이스로 맞이한 3학년 봄에는 6승 무패, 평균 자책점 0.77의 성적을 남겼다. 투수 3관왕, 베스트 나인 획득과 함께 팀의 춘계 리그 4연패에 큰 기여를 했다. 같은 해 여름에는 미일 대학 야구 선수권에 출전하는 일본 대표팀 선수로도 발탁됐다. 4학년 가을에는 주오 대학과 맞붙은 개막전에 선발 등판했지만 경기 도중 팔의 이상을 느껴 4이닝 1실점으로 강판됐다. 그 후 오른팔이 수축되는 증상이 판명돼 팀 전력에서 이탈하여 그대로 리그전을 마쳤다. 2년 선배로는 가미차타니 다이가·가이노 히로시·우메쓰 고다이·나카가와 게이타·후지이 마사루·스에카네 쇼타, 1년 선배인 사토 도시야, 1년 후배인 사사키 슌스케, 3년 후배인 호소노 하루키·이시카미 다이키 등이 있다.
2020년 10월 26일에 있었던 프로 야구 드래프트 회의에서 한신 타이거스로부터 5순위 지명을 받아 계약금 4,000만 엔과 연봉 720만 엔으로 가계약을 맺었고 등번호는 41번으로 결정했다. 담당 스카우트는 요시노 마코토였다.

### 프로 입단 후

#### 2021년
2군에서는 6경기에 등판하여 2승 1패, 평균 자책점 2.25를 기록했고 5월 30일에는 1군에 등록돼 같은 날 사이타마 세이부 라이온스전(메트라이프 돔)에서 데뷔 첫 등판 및 첫 선발 등판을 이뤘지만 2와 1/3이닝을 3피안타 3볼넷 5실점으로 강판됐다(팀은 역전승하여 승패는 없음). 다음날인 5월 31일에 출장 등록이 말소됐다. 그 후 8월 28일의 히로시마 도요 카프전(MAZDA Zoom-Zoom 스타디움 히로시마)에서 선발로 나왔지만 3이닝 5실점을 기록하여 뚜렷한 성과를 남기지 못했다. 2군에서는 최종적으로 10승 1패, 평균 자책점 2.23을 기록하며 최다승, 최우수 평균 자책점, 최고 승률 등 3관왕에 올랐다.

#### 2022년
웨스턴 리그에서 최우수 평균 자책점(3.09), 최고 승률(0.700)을 기록하여 투수 부문 2관왕을 차지했다. 이 리그에서의 수상 대상은 아니지만 탈삼진(74탈삼진)도 가장 많았다. 하지만 1군에서의 등판없이 시즌을 그대로 마쳤다.

#### 2023년
4월 1일의 요코하마 DeNA 베이스타스전(교세라 돔 오사카)에서 선발 아키야마 다쿠미를 구원하는 형태로 2시즌 만에 1군 등판을 이루면서 1이닝 1피안타 무실점으로 데뷔 첫 홀드를 기록했다. 4월 12일 요미우리 자이언츠전(도쿄 돔)에서는 2시즌 만에 1군 공식전에 선발 등판했는데 이 경기에서 7회까지 무안타 무4사구의 퍼펙트 피칭 상태였지만 1대 0으로 앞선 8회초 공격에서 하라구치 후미히토를 대타로 내보내고 승리 투수 자격을 가진 채로 강판됐다. 다음 등판인 4월 22일 주니치 드래건스전(반테린 돔 나고야)에서도 4회말까지 퍼펙트 피칭(앞서 열린 경기부터 11이닝 연속)을 소화해냈다. 이후 5회와 8회에 후쿠나가 히로키에게 2안타를 내줬지만 결국 허용한 주자는 그 두 번만으로 9회를 내던졌고 10탈삼진에 무실점 호투를 선보였다. 이로써 데뷔 첫 승리를 무4사구이자 두 자릿수 탈삼진의 완봉승으로 장식했는데 이것은 NPB 역사상 초유의 일이다. 이어진 4월 29일 도쿄 야쿠르트 스왈로스전(메이지 진구 야구장)에서도 8이닝 무실점 호투로 시즌 2승째를 거두면서 개막 이후부터 연속 무실점 기록을 25이닝까지 늘려 평균 자책점 0.00인 채로 4월을 마쳤다. 이러한 활약에 의해서 3·4월달의 월간 MVP를 수상했다. 5월 9일 도쿄 야쿠르트 스왈로스전(한신 고시엔 구장)에서도 6회까지 무실점으로 막아내 1963년 나카이 에쓰오(한신)에 버금가는 개막 이후부터 31이닝 연속 무실점이라는 당시 센트럴 리그 최다 타이 기록을 달성했다. 하지만 센트럴 리그 기록 경신이 걸린 7회에 도밍고 산타나에게 솔로 홈런을 얻어맞아 시즌 첫 실점을 기록했고 신기록 달성에는 실패했다. 이 경기에서는 팀 타선의 지원을 받았음에도 불구하고 그대로 7이닝 1실점으로 패전 투수가 되는 불명예를 안았다. 그 후 교류전과 여름을 거치면서도 눈에 띄게 컨디션을 잃지 않을 정도의 안정된 투구를 이어갔고 9월 8일 히로시마전(한신 고시엔 구장)에서는 7과 1/3이닝 동안 6피안타 1실점의 호투로 자신의 첫 두 자릿수 승리가 되는 10승째를 올렸다. 시즌 최종 등판인 9월 25일 주니치전(반테린 돔 나고야)에서는 5이닝 2실점으로 패전 투수가 됐지만 자신의 첫 규정 투구 이닝에 도달했다. 이 해에는 실질적으로 1군에 처음으로 대동했던 시즌이면서 첫 선발부터 시즌 내내 선발 로테이션을 지켜내는 등 최종적으로 22경기에 등판해 144와 1/3이닝을 던져 10승 6패 1홀드, 평균 자책점 1.75라는 좋은 성적을 남겼다. 최우수 평균 자책점 타이틀도 획득하여 한신 타이거스의 18년 만에 리그 우승의 일등공신이 됨과 동시에 단번에 선발 투수진의 기둥으로 자리잡음으로써 자신에게 있어서 큰 비약을 이룬 시즌이 됐다. 또한 WHIP가 양대 리그 출범 후 역대 최고가 되는 0.741을 기록했을 뿐만 아니라 규정 투구 이닝에 도달한 12개 구단 전체 투수 중 최고인 K/BB 9.13, 피타율 0.181, 그리고 21차례 선발 중 18차례의 퀄리티 스타트를 달성하는 등 뛰어난 안정감으로 수많은 경이적인 성적을 남겼다.
포스트시즌에서는 히로시마와의 CS 파이널 스테이지 1차전(한신 고시엔 구장) 선발로 발탁돼 1대 1 동점으로 맞이한 5회말 1사 1, 3루 상황에서 본인이 타석에 들어서며 상대 선발 구리 아렌으로부터 스스로 역전 적시 2루타를 때려내 팀 승리에 결정적인 역할을 하는 등 6이닝 1실점으로 승리 투수가 되면서 구단 수뇌진의 기대에 부응했다. 오릭스 버펄로스와 맞붙은 일본 시리즈에서도 1차전(교세라 돔 오사카)의 선발 투수로 낙점됨으로써 일본 시리즈 개막전은 무라카미와 야마모토 요시노부에 의한 양대 리그 최우수 평균 자책점 투수끼리의 맞대결이 성사됐다. 그 결과, 야마모토가 5회 도중 7실점을 내주는 반면 무라카미는 7이닝 2피안타 무실점으로 호투하며 승리 투수가 됐다. 작년까지 공식전 통산 0승이었던 투수가 일본 시리즈 개막전 선발 투수를 맡은 사례는 2021년 오쿠가와 야스노부 이후 역대 두 번째이며, 더욱이 승리 투수가 된 것은 일본인 투수로선 사상 최초이다. 그 후 한신의 3승 2패로 맞이한 6차전에서 또다시 야마모토와 투수전을 펼쳤지만 이번에는 무라카미가 5이닝 4실점으로 강판된 반면 야마모토가 9이닝 1실점의 완투승을 거두면서 1차전의 설욕을 허용했다. 하지만 자신의 투구로 팀을 일본 시리즈 우승으로 이끌지는 못했지만 최종 7차전에서는 팀이 승리함으로써 3년 연속 투수 부문 4관왕의 절대적 에이스 야마모토로부터 1승을 거두며 한신 타이거스가 38년 만에 일본 시리즈 챔피언 달성에 큰 역할을 한 모양새가 됐다.
11월 28일에 열린 NPB AWARDS에서 신인왕과 최우수 선수상(MVP)을 동시에 획득했는데 신인왕과 MVP 동시 획득은 기다 이사무(1980년), 노모 히데오(1990년) 다음으로 세 번째이며 센트럴 리그 및 입단 2년째 이후의 선수로는 처음이다. 또한 베스트 나인을 놓치면서도 MVP를 수상한 사례는 센트럴 리그에서 아사오 다쿠야 이후 12년 만이며(7번째) 한신에서는 와카바야시 다다시 이후 76년 만에 두 번째이다. 12월 10일에 있은 계약 갱신 협상에서는 추정 연봉 700만 엔에서 6,000만 엔이 상승한 6,700만 엔에 서명했다. 승급률은 857%로, 이는 구단 역사상 최고 인상률이며 NPB에서도 역대 3위의 인상률이 됐다.

#### 2024년
4월 2일의 DeNA전(교세라 돔 오사카)에서 시즌 첫 선발 등판했지만 첫 회에 개인 최악의 기록인 1이닝 4실점을 내줘 3이닝 5실점으로 패전 투수가 됐다. 9일 히로시마전(한신 고시엔 구장)에서 7이닝 무실점으로 시즌 첫 승리, 30일 히로시마전(마쓰다 스타디움)에서는 9이닝 1실점으로 시즌 첫 완투승을 올렸지만 거기서부터 6월 18일 홋카이도 닛폰햄 파이터스전(한신 고시엔 구장)까지 6경기에서 승리 투수가 되지 못했다. 같은 달 24일에는 전날 23일 DeNA전(한신 고시엔 구장)이 우천으로 취소되면서 선발 예정이던 사이키 히로토가 25일 주니치전에 선발 등판하기 위해 개막부터 해당 시점까지 화요일에 등판하고 있던 무라카미는 목요일로 로테이션이 변경됐다. 같은 달 27일 주니치전(한신 고시엔 구장)에서는 자신의 첫 매이닝 탈삼진을 기록해 8과 1/3이닝을 1실점, 개인 최다 기록인 11탈삼진으로 시즌 3승째를 거두어 오카다 아키노부의 감독 통산 700승 달성에 일조하는 역할을 했다. 7월 4일 히로시마전(마쓰다 스타디움)에서는 2회에 1사 주자 2·3루 상황에서 타석에 들어서며 아두와 마코토를 상대로 데뷔 첫 타점이 되는 적시타를 쳤지만 투수로서는 7이닝 3실점(2자책점)으로 동점인 상황에서 강판됐다. 8월 17일 주니치전(반테린 돔 나고야)에서 개인 최악의 기록에 해당되는 1경기에서 무려 5개의 볼넷을 연발하여 5회 도중까지 3실점을 내주고 강판돼 다음날 18일에 등록이 말소됐다. 같은 달 28일 출전 선수로 등록돼 9월 4일과 18일의 주니치전에서 시즌 2승째를 올렸다. 27일 히로시마전(마쓰다 스타디움)에서는 2대 2 동점인 상황에서 연장 11회말부터 팀의 6번째 투수로 시즌 첫 구원 등판했지만 12회말 스에카네 쇼타에게 끝내기 적시타를 허용하여 패전 투수가 됐고 본인에게 있어서는 처음으로 시즌 10패째를 당하는 수모를 겪었다. 시즌 성적은 25경기에 등판하여 7승 11패, 평균 자책점 2.58의 성적을 남겼다.
포스트시즌인 클라이맥스 시리즈에서는 DeNA와의 퍼스트 스테이지(고시엔) 2차전에서 6회초부터 팀의 두 번째 투수로 구원 등판했지만 7회에 마이크 포드에게 대타 홈런을 맞는 등 1이닝 3실점을 기록하며 강판당했다. 오프인 12월 13일에는 1,300만 엔이 증가한 추정 연봉 8,000만 엔으로 계약을 갱신했다.

#### 2025년
2월 26일, 이 해에 감독으로 취임한 후지카와 규지에 의해 자신의 첫 개막전 선발 투수로 낙점되면서 히로시마와의 개막전(마쓰다 스타디움)에 등판했다. 완봉승을 따기까지 아웃카운트 1개 만을 남겨두고 있었지만 2명의 주자를 내보냈을 때 교체되면서 완봉승은 놓쳤다. 그럼에도 불구하고 데뷔 후 자신의 최다 기록인 135개의 공을 던지며 8과 2/3이닝 4피안타 무실점 호투로 승리 투수가 돼 팀에 개막전 승리를 안겼다. 그 후에도 2연승을 기록해 4월 18일 히로시마전(한신 고시엔 구장)에서 한신의 개막전 선발 투수로서는 무라야마 미노루 이후 58년 만이 되는 개막 4연승을 노렸지만 2회에 한 이닝 동안 54개의 공을 던지는 등 제구력 난조로 인해 4이닝 5실점으로 시즌 첫 패전 투수가 됐다. 하지만 다음 등판이 된 요미우리전(한신 고시엔 구장)에서 8이닝 1실점으로 부활하는 모습을 보였고 5월 2일 야쿠르트전(한신 고시엔 구장)에서 9이닝 5피안타 무4구 무실점 호투로 2년 만에 완봉승을 따냈다. 이어진 5월 10일의 주니치전(한신 고시엔 구장)에서는 9이닝 동안 98개의 공을 던져 7피안타 무4구 무실점으로 2경기 연속 무4구 완봉승과 매덕스를 동시에 달성했다. 2경기 연속 무4구 완봉승은 2020년 니시 유키가 달성한 이후 센트럴 리그에서는 10번째였다.

## 선수로서의 특징
| 구종        | 배분 % | 평균 구속 km/h |
| ----------- | ------ | -------------- |
| 스트레이트  | 49.9   | 145.5          |
| 컷볼        | 18.1   | 137.4          |
| 포크볼      | 15.5   | 132.7          |
| 투심        | 11.7   | 137.6          |
| 슬로우 커브 | 4.6    | 106.1          |
| 슬라이더    | 0.1    | 132.7          |

오버핸드로부터 최고 속도 154km/h, 평균회전수 2,400rpm대(NPB 평균 2,200rpm대)·최고 속도 2,600rpm 이상을 측정하는 신축성 있는 속구와 제구력이 최대의 무기로 삼고 있다. 회전수가 많은 속구는 "떠오르는 마구"라고 불리며, 슬라이더처럼 늘어나는 것이 특징(真っスラ, ‘직슬라’ 또는 고속 슬라이더)이다. 변화구는 투심, 슬라이더, 커브, 체인지업 등 다양하게 섞어 던진다.

## 에피소드
- 같은 성씨를 가진 무라카미 무네타카의 별명 ‘무라카미사마[94]’(村神様)의 이름을 따서 ‘한신의 무라카미사마’(虎の村神様)라는 별명이 붙여졌다.[93] 중학교 시절에는 팀 동료이자 또 한 사람인 ‘쇼키’(しょうき)가 있었기 때문에 ‘무라쇼’(むらしょー)라고 불렸었다.[93]

- 쇼다 다카히로는 중학교 ‘아일랜드 호크스’, 고등학교 ‘지벤가쿠엔’, 프로 야구 ‘한신’의 선배에 해당돼 중학교 시절에는 코치(쇼다)와 제자(무라카미) 사이였다.[93]

## 상세 정보

### 출신 학교
- 지벤가쿠엔 고등학교
- 도요 대학

### 선수 경력
- 한신 타이거스(2021년~)

### 수상·타이틀 경력

#### 타이틀
- 최우수 평균 자책점: 1회(2023년)

#### 수상
- MVP: 1회(2023년)
- 신인왕(2023년) ※최우수 선수와의 동시 수상은 역대 3번째, 센트럴 리그 사상 최초[95]
- 월간 MVP: 1회(2023년 3·4월[96]) ※투수 부문
- 월간 JERA 센트럴 리그 AWARD: 1회(2023년 3·4월)
- 일본 프로 스포츠 대상 신인상(2023년[97])

### 개인 기록

#### 첫 기록(투수)
- 첫 등판·첫 선발 등판: 2021년 5월 30일, 대 사이타마 세이부 라이온스 3차전(메트라이프 돔), 2와 1/3이닝 5실점으로 승패는 없음[28]
- 첫 홀드: 2023년 4월 1일, 대 요코하마 DeNA 베이스타스 2차전(교세라 돔 오사카), 6회초에 2번째 투수로서 구원 등판, 1이닝 무실점[34]
- 첫 탈삼진: 상동, 6회초에 오타 다이시로부터 루킹 삼진
- 첫 승리·첫 선발 승리·첫 완투 승리·첫 완봉 승리: 2023년 4월 22일, 대 주니치 드래건스 2차전(반테린 돔 나고야), 9이닝 2피안타 무4사구 10탈삼진[12][98]

#### 첫 기록(타격)
- 첫 타석·첫 안타: 2021년 8월 28일, 대 히로시마 도요 카프 15차전(MAZDA Zoom-Zoom 스타디움 히로시마), 2회초에 노무라 유스케로부터 중전 안타
- 첫 타점: 2024년 7월 4일, 대 히로시마 도요 카프 15차전(MAZDA Zoom-Zoom 스타디움 히로시마), 2회초에 아두와 마코토로부터 좌전 적시타[70]

#### 그 외의 기록
- 개막 이후부터 31이닝 연속 무실점: 2023년 4월 1일~2023년 5월 9일 ※1963년 나카이 에쓰오와 나란히 센트럴 리그 역대 최장 타이 기록[4]
- 시즌 WHIP: 0.741(2023년) ※센트럴 리그 기록, NPB 기록(양대 리그제 이후)[5]
- 올스타전 출장: 1회(2023년)
- 매덕스: 1회(2025년 5월 10일, 대 주니치 드래건스 6차전, 98구[99])

### 등번호
- 41(2021년[24]~)

### 연도별 투수 성적
| 연 도     | 소 속     | 등 판 | 선 발 | 완 투 | 완 봉 | 무 4 구 | 승 리 | 패 전 | 세 이 브 | 홀 드 | 승 률 | 타 자 | 이 닝 | 피 안 타 | 피 홈 런 | 볼 넷 | 고 4 | 몸 맞 | 탈 삼 진 | 폭 투 | 보 크 | 실 점 | 자 책 점 | 평 자 책 | W H I P |
| --------- | --------- | ----- | ----- | ----- | ----- | ------- | ----- | ----- | -------- | ----- | ----- | ----- | ----- | -------- | -------- | ----- | ---- | ----- | -------- | ----- | ----- | ----- | -------- | -------- | ------- |
| 2021년    | 한신      | 2     | 2     | 0     | 0     | 0       | 0     | 1     | 0        | 0     | .000  | 30    | 5.1   | 9        | 3        | 5     | 0    | 0     | 0        | 1     | 0     | 10    | 10       | 16.88    | 2.63    |
| 2023년    | 한신      | 22    | 21    | 2     | 1     | 1       | 10    | 6     | 0        | 1     | .625  | 532   | 144.1 | 92       | 9        | 15    | 0    | 1     | 137      | 0     | 0     | 30    | 28       | 1.75     | 0.74    |
| 2024년    | 한신      | 25    | 23    | 2     | 0     | 1       | 7     | 11    | 0        | 0     | .389  | 635   | 153.2 | 143      | 7        | 33    | 2    | 2     | 130      | 5     | 0     | 57    | 44       | 2.58     | 1.15    |
| 통산: 3년 | 통산: 3년 | 49    | 46    | 4     | 1     | 2       | 17    | 18    | 0        | 1     | .486  | 1197  | 303.1 | 244      | 19       | 53    | 2    | 3     | 267      | 6     | 0     | 97    | 82       | 2.43     | 0.98    |

- 2024년 시즌 종료 기준
- 굵은 글씨는 시즌 최고 성적.

### 연도별 투수(선발) 성적 소속 리그내에서의 순위
| 연 도 | 연 령 | 리 그       | 완 투 | 완 봉 | 승 리 | 승 률 | 이 닝 | 탈 삼 진 | 평 자 책 |
| ----- | ----- | ----------- | ----- | ----- | ----- | ----- | ----- | -------- | -------- |
| 2021  | 23    | 센트럴 리그 | -     | -     | -     | -     | -     | -        | -        |
| 2022  | 24    | 센트럴 리그 | -     | -     | -     | -     | -     | -        | -        |
| 2023  | 25    | 센트럴 리그 | 7위   | 7위   | 5위   | 6위   | -     | 4위      | 1위      |
| 2024  | 26    | 센트럴 리그 | 4위   | -     | -     | -     | 7위   | 4위      | 9위      |

- ‘-’는 10위 미만(평균 자책점·승률에 있어서의 규정 투구 이닝 미달도 ‘-’로 표기)
- 연도에서 굵은 글씨는 규정 투구 이닝을 도달한 연도를 뜻하며 연도에서 황금색으로 음영된 부분은 최우수 선수상(MVP) 수상 연도

### 연도별 수비 성적
| 연도 | 소속 | 투수  | 투수  | 투수  | 투수  | 투수  | 투수     |
| 연도 | 소속 | 경 기 | 척 살 | 보 살 | 실 책 | 병 살 | 수 비 율 |
| ---- | ---- | ----- | ----- | ----- | ----- | ----- | -------- |
| 2021 | 한신 | 2     | 1     | 0     | 0     | 0     | 1.000    |
| 2023 | 한신 | 22    | 6     | 14    | 1     | 4     | .952     |
| 2024 | 한신 | 25    | 6     | 27    | 0     | 4     | 1.000    |
| 통산 | 통산 | 49    | 13    | 41    | 1     | 8     | .982     |

- 2024년 시즌 종료 기준
- 굵은 글씨는 시즌 최고 성적.

### 주해
1. ↑  단일 리그 시대를 포함할 경우 1936년 추계 시즌에서 가게우라 마사루가 기록한 0.72가 최고 기록이다(여기서는 이쪽을 ‘NPB 기록’으로 취급한다). 더 나아가 지금까지 센트럴 리그 기록이었던 것은 1959년에 무라야마 미노루가 기록한 0.7483이었고 무라카미도 포함한 전원이 타이거스 소속 투수이다(가게우라, 무라야마의 기록 달성 당시 팀명이 ‘오사카 타이거스’).[5]
2. ↑  그 후 팀의 2번째 투수로 등판한 이시이 다이치가 오카모토 가즈마에게 동점 홈런을 얻어맞고 무라카미의 승리가 날아갔다.[38] 더욱이 연장 10회초에 지카모토 고지의 좌전 안타로 역전의 발판이 되는 점수를 뽑아내며 한신이 2대 1로 승리했다.[39]
3. ↑  2025년에 야마사키 이오리가 리그 기록을 경신했다.[45]
4. ↑  선발 투수로서는 노구치 시게키, 구도 기미야스 이후 24년 만이다.
5. ↑  2022년의 계약 갱신 후에는 추정 연봉 750만 엔으로 알려져 있었지만 700만 엔이었다고 밝혔다.[61]
6. ↑  지금까지의 최고 인상률은 2023년도 유아사 아쓰키의 840%(500만 엔→4,700만 엔).
7. ↑  역대 1위는 2010년도 후쿠모리 가즈오(라쿠텐)의 1036%(440만 엔→5000만 엔), 2위는 1995년도 이치로(오릭스)의 900%(800만 엔→8000만 엔).

### 출전
1. ↑  “阪神 - 契約更改 - プロ野球”. 《닛칸 스포츠》. 2024년 12월 14일에 확인함.
2. 1 2  《週刊ベースボール 2023年12月8日号増刊》. ベースボールマガジン社. 2023년 11월 9일. 35쪽. ASIN B0CLSTPHNY.
3. ↑  “広報南あわじ「まちかどトピックス」(平成28年5月号）”. 《南あわじ市ホームページ (city.minamiawaji.hyogo.jp)》. 南あわじ市. 2018년 4월 1일. 2023년 4월 23일에 원본 문서에서 보존된 문서. 2023년 4월 3일에 확인함.
4. 1 2 3  “【阪神】村上頌樹60年ぶり快挙！６回無失点で開幕後31イニング連続無失点　セ界タイ記録”. 《닛칸 스포츠》. 2022년 5월 9일. 2023년 5월 9일에 확인함.
5. 1 2 3 4  高垣誠 (2023년 9월 26일). “【阪神】村上頌樹に超一流データ レジェンド“村山超え”WHIP０.741は過去最高記録”. 《닛칸 스포츠》. 2023년 11월 28일에 확인함.
6. ↑  “広報南あわじ「まちかどトピックス」（令和3年2月号）”. 《南あわじ市ホームページ》. 2021년 2월 1일. 2023년 11월 28일에 확인함.
7. 1 2 3  “２戦連続サヨナラ！智弁学園、延長１１回の死闘制し初Ｖ／センバツ”. 《SANSPO.COM》. 2016년 4월 1일. 2021년 9월 5일에 확인함.
8. 1 2 3 4 5  “阪神、東洋大・村上頌樹投手を5位指名　完成度高い“大人の投球”魅力”. 《Sponichi Annex》. 2020년 10월 26일. 2021년 9월 5일에 확인함.
9. ↑  “近畿大の村西はサイドハンドで152キロ。快速球の秘密は左足にあり”. 《web Sportiva》. 2019년 5월 24일. 2023년 5월 23일에 확인함.
10. 1 2  “智弁学園サヨナラ初Ｖ　エース村上が高松商打ち砕く”. 《닛칸 스포츠》. 2016년 4월 1일. 2021년 9월 5일에 확인함.
11. ↑  “智弁学園、春夏連覇の夢散る　村上甲子園全７戦完投”. 《닛칸 스포츠》. 2014년 8월 14일. 2021년 9월 5일에 확인함.
12. 1 2 3  “【阪神】村上頌樹は反骨心が原動力「今の成績なら誰も僕のこと知らない」故郷淡路島で知った現実”. 《닛칸 스포츠》. 2023년 4월 22일. 2023년 11월 28일에 확인함.
13. ↑  “智弁学園・村上が10安打完封「不思議です」 - 高校野球”. 《닛칸 스포츠》. 2016년 3월 20일. 2023년 11월 28일에 확인함.
14. ↑  “ドラフト会議で硬式野球部の村上頌樹選手が阪神タイガースから5位指名”. 《東洋大学》. 2023년 7월 30일에 원본 문서에서 보존된 문서. 2023년 7월 30일에 확인함.
15. ↑  “東洋大・村上、センバツＶのプライド捨て初完封１勝”. 《닛칸 스포츠》. 2017년 5월 3일. 2021년 9월 5일에 확인함.
16. ↑  “阪神ドラ5村上頌樹は“西勇輝タイプ” G岡本は智弁学園の2学年先輩「三振を取るイメージある」”. 《中日スポーツ・東京中日スポーツ》. 2020년 11월 18일. 2021년 9월 5일에 확인함.
17. ↑  “阪神Ｄ５位指名の東洋大・村上頌樹、同郷・近本のように感動与える選手に！”. 《サンスポ》. 2020년 10월 27일. 2023년 11월 28일에 확인함.
18. ↑  “東洋大の149キロ右腕・村上がプロ志望届提出へ―スカウト「上位候補になれる力」”. 《Sponichi Annex》. 2020년 9월 10일. 2020년 9월 10일에 확인함.
19. ↑  “【東都】東洋大・村上頌樹が４回１失点で緊急降板　「握力が入らなくなった」”. 《스포츠 호치》. 2020년 9월 22일. 2021년 9월 5일에 확인함.
20. ↑  “ドラフト上位候補の東洋大・村上　腕の張りで緊急降板”. 《Sponichi Annex》. 2020년 9월 23일. 2021년 9월 5일에 확인함.
21. ↑  “東都大学野球　東洋大のドラフト候補右腕・村上が右前腕肉離れで離脱”. 《Sponichi Annex》. 2020년 9월 29일. 2021년 9월 5일에 확인함.
22. 1 2  “【東都】東洋大のドラフト候補右腕・村上が右前腕肉離れで離脱　ドラフトまでの実戦登板は絶望的”. 《스포츠 호치》. 2020년 9월 29일. 2021년 9월 5일에 확인함.
23. ↑  “阪神がドラ５指名の東洋大・村上と仮契約、先輩・岡本に闘志「三振を取りたい」”. 《デイリースポーツonline》. 2020년 11월 18일. 2021년 9월 5일에 확인함.
24. 1 2  “阪神ドラ２伊藤将司は「27」／新人背番号一覧”. 《닛칸 스포츠》. 2020년 12월 7일. 2021년 9월 5일에 확인함.
25. ↑  “【阪神】ドラフト5位・村上頌樹に指名あいさつ 先輩の巨人・岡本から「三振を取りたい」”. 《스포츠 호치》. 2020년 10월 30일. 2024년 7월 5일에 확인함.
26. ↑  “【阪神】村上頌樹 ドラフト5位右腕が30日の西武戦で初登板初先発へ”. 《스포츠 호치》. 2021년 5월 25일. 2021년 9월 5일에 확인함.
27. ↑  “【30日のプロ野球公示】オリックスが平野佳寿と増井浩俊を登録 阪神はドラ5村上頌樹を登録”. 《ベースボールチャンネル》. 2021년 5월 30일. 2021년 9월 5일에 확인함.
28. 1 2  “阪神5位村上頌樹ホロ苦プロデビュー「悔いの残る投球」3回途中5失点降板”. 《닛칸 스포츠》. 2021년 5월 30일. 2021년 9월 5일에 확인함.
29. ↑  “阪神ドラ5・村上が登録抹消 30日西武戦で三回途中5失点”. 《デイリースポーツ online》. 2021년 5월 31일. 2021년 9월 5일에 확인함.
30. ↑  “阪神・村上、3回5失点…亀山氏「本来の力が発揮できていないのかな」 ｜ ショウアップナイター”. 《BASEBALL KING》. 2021년 8월 28일. 2023년 11월 28일에 확인함.
31. ↑  “【俺たち年男】阪神・村上　昨季２軍で投手３冠！１軍で食らいつく！”. 《デイリースポーツ online》. 2022년 1월 15일. 2022년 1월 15일에 확인함.
32. 1 2  織原祥平 (2022년 11월 28일). “阪神・村上頌樹は同姓のヤクルト・村上斬りに意欲 「村上」と呼ばれると「パッと体がピャッと動く」”. 《サンスポ》. 2023년 11월 28일에 확인함.
33. ↑  “2022年度 ウエスタン・リーグ 【奪三振】 リーダーズ（投手部門）”. 《NPB.jp 日本野球機構》. 2023년 11월 28일에 확인함.
34. 1 2  “阪神・村上領樹は「苦しかったけど、無失点でよかった」とプロ初ホールド”. 《サンスポ》. 2023년 4월 2일. 2023년 11월 28일에 확인함.
35. ↑  “２年ぶりに１軍戦先発の阪神・村上は初回を完璧な立ち上がり”. 《サンスポ》. 2023년 4월 12일. 2023년 11월 28일에 확인함.
36. ↑  “【阪神】７回完全の村上頌樹「これから、どうせ自分が迷惑次かけると思うので、はい」一問一答”. 《닛칸 스포츠》. 2023년 4월 12일. 2023년 11월 28일에 확인함.
37. ↑  “阪神・村上頌樹が七回までパーフェクト投球も代打を送られて降板 「ええー」と虎党から声”. 《サンスポ》. 2023년 4월 12일. 2023년 11월 28일에 확인함.
38. ↑  “阪神が接戦制して今季初Ｇ倒　先発・村上が７回パーフェクトピッチ”. 《サンスポ》. 2023년 4월 12일. 2023년 11월 29일에 확인함.
39. ↑  “騒然となった阪神・岡田采配　なぜ交代？評論家は「正解だと思う」その理由は２つ「奪三振がなくなっていた」村上７回完全投球”. 《デイリースポーツ online》. 2023년 4월 12일. 2023년 11월 29일에 확인함.
40. ↑  “2023年4月22日 【公式戦】 試合結果 （中日vs阪神）”. 《NPB.jp 日本野球機構》. 2023년 11월 28일에 확인함.
41. ↑  “【阪神】7回完全で降板→プロ初完封初勝利「村上くん」「村上頌樹」相次ぎトレンド「エグすぎ」「淡路島の星」”. 《中日スポーツ・東京中日スポーツ》. 2023년 4월 22일. 2023년 11월 28일에 확인함.
42. ↑  “阪神・村上が内容抜群の完封劇「ムダな走者を出さず」今季与四球ゼロ、１７回連続無失点 散発２安打で１０Ｋ”. 《デイリースポーツ online》. 2023년 11월 29일. 2023년 11월 28일에 확인함.
43. ↑  “【阪神】村上頌樹また零封！２５イニング連続無失点＆２勝に…岡田監督も脱帽「すごいなぁ」”. 《東スポWEB》. 2023년 4월 29일. 2023년 11월 24일에 확인함.
44. ↑  “村上頌樹選手『3・4月度大樹生命月間MVP賞』を受賞｜球団ニュース”. 《阪神タイガース公式サイト》. 2023년 5월 11일. 2023년 11월 25일에 확인함.
45. ↑  “【巨人】山崎伊織、開幕から３２イニング連続無失点でセ・リーグ記録を更新　１９６３年中井悦雄、２３年村上頌樹超え”. 《스포츠 호치》. 2025년 4월 30일. 2025년 4월 30일에 확인함.
46. ↑  “【阪神】村上頌樹、開幕連続無失点31イニングでストップ ７回サンタナに被弾 タイ記録で初失点”. 《닛칸 스포츠》. 2023년 5월 9일. 2023년 5월 9일에 확인함.
47. ↑  “阪神・村上は７回１失点で無念の降板　セ新記録ならず　ソロ被弾で開幕から３１イニング連続無失点で止まる”. 《デイリースポーツ online》. 데일리 스포츠. 2023년 5월 9일. 2023년 5월 9일에 확인함.
48. ↑  “村上頌樹、60年ぶり快挙も7回1失点で今季初黒星…打線振るわず阪神0-1負け”. 《BASEBALL KING》. 2023년 5월 9일. 2023년 11월 25일에 확인함.
49. ↑  “【阪神】9月負けなし6連勝でM10!最短14日アレ実現へ加速　村上頌樹が10勝目”. 《닛칸 스포츠》. 2023년 9월 9일. 2023년 9월 10일에 확인함.
50. ↑  高垣誠 (2023년 9월 25일). “【阪神】中日に逆転負けも、村上頌樹が規定投球回到達で防御率１位確定的”. 《닛칸 스포츠》. 2023년 11월 24일에 확인함.
51. ↑  “【セ投手タイトル】DeNA・東が最多勝など2冠 阪神・村上が最優秀防御率 全5投手が初タイトル”. 《スポニチ Sponichi Annex》. 2023년 10월 4일. 2023년 11월 24일에 확인함.
52. ↑  “【CSファイナルS】阪神は最優秀防御率の村上頌樹、広島は九里亜蓮が中3日で先陣”. 《SPAIA》. 2023년 10월 18일. 2023년 11월 24일에 확인함.
53. ↑  須藤佳裕 (2023년 10월 17일). “阪神・村上頌樹、ＣＳファイナル先陣抜擢に「こういう形で投げられるのは光栄」”. 《サンスポ》. 2023년 11월 24일에 확인함.
54. ↑  “【阪神】逆転で２勝！日本シリーズ進出率８９％や！村上頌樹が史上３人目ＣＳ投手Ｖ打！森下翔太は同点弾”. 《스포츠 호치》. 2023년 10월 18일. 2024년 4월 26일에 확인함.
55. ↑  “【阪神】村上頌樹「心臓がバクバク」ながらＣＳ３人目の勝利投手＆勝利打点 岡田監督先勝にも「別に普通」”. 《스포츠 호치》. 2023년 10월 19일. 2023년 11월 24일에 확인함.
56. ↑  “オリ・山本、阪神・村上の“最優秀防御率対決” 日本S第1戦の予告先発発表”. 《Full-Count》. 2023년 10월 27일. 2023년 11월 24일에 확인함.
57. ↑  “村上頌樹が山本由伸に投げ勝つ！笘篠氏も「他のピッチャーも刺激を受けたと思う」と絶賛”. 《BASEBALL KING》. 2023년 10월 29일. 2023년 11월 28일에 확인함.
58. ↑  “【阪神】村上頌樹がプロ野球史上初の快挙！前年まで通算０勝の投手が日本シリーズ開幕投手で白星”. 《닛칸 스포츠》. 2023년 10월 28일. 2023년 11월 24일에 확인함.
59. ↑  中野椋 (2023년 11월 4일). “【阪神】痛恨１敗…村上頌樹が感じた山本由伸との差「全部」「全然違う」”. 《닛칸 스포츠》. 2023년 11월 24일에 확인함.
60. ↑  “【NPBアワード】阪神村上頌樹MVP！新人王とのW受賞 野茂英雄以来３人目、セ初の快挙！”. 《닛칸 스포츠》. 2023년 11월 28일. 2023년 11월 28일에 확인함.
61. ↑  “阪神・村上頌樹、球団最高８５７％アップ６７００万円で更改「本当に充実した１年」”. 《サンスポ》. 2023년 12월 10일. 2023년 12월 10일에 확인함.
62. ↑  “阪神・村上が球団最高＆ＮＰＢ３位の８５７％大幅増６７００万円で更改「充実した一年でした」新人王＆リーグＭＶＰ　大谷の話題で笑いも誘う”. 《デイリースポーツ online》. 2023년 12월 10일. 2023년 12월 10일에 확인함.
63. ↑  “阪神・村上　昨年のMVP腕が「悪夢」初回4失点「球速は出ても打たれるので、質が良くなかった」”. 《스포츠 닛폰》. 2024년 4월 3일. 2024년 12월 19일에 확인함.
64. ↑  “阪神・村上が７回無失点の快投で初勝利　昨季のＭＶＰ右腕が甲子園開幕で真価発揮　３回５失点ＫＯから見事に立て直す”. 《데일리 스포츠》. 2024년 4월 9일. 2024년 12월 19일에 확인함.
65. ↑  “【阪神】村上頌樹、今季チーム初の９回完投勝利、３連勝で２位巨人に2.5差”. 《닛칸 스포츠》. 2024년 5월 1일. 2024년 12월 19일에 확인함.
66. ↑  “【阪神】村上頌樹６戦勝ちなし「球数少なくもっと長いイニング投げたかった」５回無失点”. 《닛칸 스포츠》. 2024년 6월 18일. 2024년 12월 19일에 확인함.
67. ↑  “阪神・村上は火曜日から木曜日にシフトチェンジも問題ナシ　「自分のやることは変わらない」”. 《스포츠 닛폰》. 2024년 6월 24일. 2024년 12월 19일에 확인함.
68. ↑  “２５日誕生日の阪神・村上頌樹、木曜登板に変更も気持ちは不変「曜日がズレただけ。やることは変わらない」”. 《산케이 스포츠》. 2024년 6월 24일. 2024년 12월 19일에 확인함.
69. ↑  “【阪神】村上頌樹、完封逃すも約２カ月ぶりの３勝目、岡田監督に監督通算700勝プレゼント”. 《닛칸 스포츠》. 2024년 6월 27일. 2024년 12월 19일에 확인함.
70. 1 2  “阪神の逆転劇は１カ月ぶり！村上頌樹が失点を取り返すプロ初打点”. 《산케이 스포츠》. 2024년 7월 4일. 2024년 7월 6일에 원본 문서에서 보존된 문서. 2024년 12월 19일에 확인함.
71. ↑  “【阪神】逆転負けで3位転落　8回に石井の暴投などで4失点　7回満塁チャンスで佐藤が凡退　9回に大山が第6号ソロも反撃遅く”. 《日テレNEWS NNN》. 2024년 7월 4일. 2024년 12월 19일에 확인함.
72. ↑  “阪神・村上頌樹どうした！？自己ワースト５四球でＫＯ”. 《산케이 스포츠》. 2024년 8월 17일. 2024년 12월 19일에 확인함.
73. ↑  “【阪神】村上頌樹が登録抹消、前夜にプロワースト５四球　代わってドラ５石黒佑弥が２度目の１軍”. 《닛칸 스포츠》. 2024년 8월 18일. 2024년 12월 19일에 확인함.
74. ↑  “【セパ公示】（２８日）阪神が村上頌樹を登録し伊藤将司を抹消、ロッテが唐川侑己を登録し小島和哉を抹消”. 《스포츠 호치》. 2024년 8월 28일. 2024년 12월 19일에 확인함.
75. ↑  “【阪神】村上頌樹、苦しんで１カ月ぶり６勝目「もう少しイニングを投げられれば」６回途中４失点”. 《닛칸 스포츠》. 2024년 9월 4일. 2024년 12월 19일에 확인함.
76. ↑  “【阪神】村上頌樹が７勝目　適時打でカモメポーズ披露も「あんまりやり方がわからなかった」”. 《도쿄 스포츠》. 2024년 9월 18일. 2024년 12월 19일에 확인함.
77. ↑  “【阪神】村上頌樹が痛恨10敗　今季初リリーフを失敗し号泣「低めに投げていれば…」”. 《도쿄 스포츠》. 2024년 9월 28일. 2024년 12월 19일에 확인함.
78. 1 2  “【阪神】村上頌樹が１３００万アップの８０００万円でサイン「しんどい時期もあった」来季は防御率１点台＆１６０イニング”. 《스포츠 호치》. 2024년 12월 13일. 2024년 12월 19일에 확인함.
79. ↑  “【試合結果】阪神は連敗でCS敗退　岡田監督、有終の美飾れず”. 《산케이 스포츠》. 2024년 10월 13일. 2024년 12월 19일에 확인함.
80. ↑  “2024年度 阪神タイガース 個人投手成績（クライマックスシリーズ <ファーストステージ> ）”. 《NPB.jp 日本野球機構》. 2024년 12월 19일에 확인함.
81. ↑  日本放送協会 (2025년 2월 26일). “阪神 開幕投手は村上頌樹投手 5年目で初の大役に意気込み | NHK”. 《NHKニュース》. 2025년 5월 13일에 확인함.
82. ↑  塚本光. “【阪神】初の開幕投手の村上頌樹、23、24年開幕投手の師匠の教えも胸に９回２死まで無失点快投 - プロ野球 : 日刊スポーツ”. 《nikkansports.com》 (일본어). 2025년 5월 13일에 확인함.
83. ↑  “阪神・村上 まさか自己ワースト１イニング５失点 ７２年ぶり開幕投手の開幕４戦４勝ならず”. 《スポーツブル (スポブル)》 (일본어). 2025년 5월 13일에 확인함.
84. ↑  “【阪神】村上頌樹が８回１失点で４勝目 特大ＨＲで援護の佐藤輝に感謝「楽に投げれました」”. 《東スポWEB》 (일본어). 2025년 4월 25일. 2025년 5월 13일에 확인함.
85. ↑  知加子, 嶋田 (2025년 5월 2일). “阪神の村上頌樹が甲子園初完封「一人で投げ切りたかった」 開幕戦〝あと一人〟のリベンジ”. 《産経新聞：産経ニュース》 (일본어). 2025년 5월 13일에 확인함.
86. ↑  磯綾乃. “【阪神】村上頌樹が自身初マダックス達成！２戦連続完封勝ちでトップ６勝目 - プロ野球 : 日刊スポーツ”. 《nikkansports.com》 (일본어). 2025년 5월 13일에 확인함.
87. ↑  “村上頌樹投手”. 《球速ドットコム》. 2023년 10월 9일에 확인함.
88. ↑  織原祥平 (2023년 5월 10일). “阪神・村上頌樹 進化の秘密は左足にあり 内田トレーナー明かす”. 《サンスポ》. 2023년 5월 23일에 확인함.
89. ↑  “【阪神】村上頌樹は５回４失点　最速更新154キロ計測も球団３人目の同一シリーズ２勝目ならず”. 《닛칸 스포츠》. 2023년 11월 4일. 2023년 11월 5일에 확인함.
90. ↑  “阪神・村上 初完封初勝利は努力の証 青柳の金言徹底！回転数アップで直球精度格段に向上 スローカーブも「めちゃくちゃ有効」”. 《デイリースポーツ online》. 2023년 5월 23일. 2023년 5월 23일에 확인함.
91. ↑  “阪神・森木 驚異のストレート 回転数2672はメジャートップ級 斎藤佑樹氏「すごい。本当にすごい」”. 《Sponichi Annex》. 2022년 8월 2일. 2024년 1월 4일에 확인함.
92. 1 2  “東洋大エース・村上頌樹はプロ向き。４年間の研磨でドラフト上位候補へ。”. 《Number Web》. 2020년 7월 19일. 2021년 9월 5일에 확인함.
93. 1 2 3 4  稲葉祐貴 (2023년 5월 9일). ““虎の村神様”阪神・村上頌樹「31回無失点」の魔球「真っスラ」を生んだ亡き「淡路島の恩師」【独自発掘】”. 《Smart FLASH/スマフラ》. 2023년 5월 10일에 확인함.
94. ↑  “【ヤクルト】“村神様”村上宗隆「３冠」目前も冷静「また明日同じように打って勝てるよう」”. 《닛칸 스포츠》. 2022년 6월 29일. 2023년 5월 23일에 확인함.
95. ↑  “阪神・村上頌樹が新人王とＭＶＰをダブル受賞　セ・リーグ初の快挙に「名を刻めてとてもよかった」”. 《산케이 스포츠》. 2023년 11월 28일. 2023년 11월 28일에 확인함.
96. ↑  “2023年3、4月度「大樹生命月間MVP賞」受賞選手 （セントラル・リーグ） | 表彰選手”. 《NPB.jp 日本野球機構》. 2024년 8월 1일에 확인함.
97. ↑  “侍ジャパンが大賞を獲得 大谷翔平 殊勲賞受賞 、WBCのMVPに始まりMLBで11冠、2023年ラストも表彰締め”. 《TBS NEWS DIG》. 2023년 12월 21일. 2023년 12월 21일에 확인함.
98. ↑  “2023年4月22日 【公式戦】 試合結果 （中日vs阪神）”. 《NPB.jp 日本野球機構》. 2023년 11월 28일에 확인함.
99. ↑  “【阪神】村上頌樹が自身初のマダックス達成で両リーグトップ6勝目 自分のためではない完封”. 《닛칸 스포츠》. 2025년 5월 11일. 2025년 5월 11일에 확인함.